# Shock the Monkey
Clip vidéo
(en) [vidéo] « "Shock the Monkey" », sur YouTube
Shock the Monkey est une chanson de Peter Gabriel sortie en 1982 sur l'album Peter Gabriel (aussi connu sous le nom Security). Il a atteint la 29e place du Billboard Hot 100, et a été no 1 dans le classement Top Tracks. C'est le premier titre de Peter Gabriel à entrer dans le Top 40 aux États-Unis.

## Composition
Shock the Monkey est une chanson de synthpop qui s'inspire de Tamla-Motown et des rythmes dance des discothèques. Elle atteint un tempo de 148 bpm, possède une tonalité en ré mineur et une signature rythmique en 4/4.

## Parution
Publié par Geffen, Shock the Monkey sort en single le 6 septembre 1982. La version album se retrouve sur les 45 tours tandis qu'une version courte est présente sur les sept pouces et picture-disc. La chanson Soft Dog est choisie en face B,. Une version chantée en allemand est présente sur l'album Deutsches album et s'intitule Schock den Affen,. Elle est elle aussi parue en single.

## Succès commercial
Dès octobre, il est classé 58e au Royaume-Uni. Aux États-Unis, Shock the Monkey atteint la 29e place du Billboard Hot 100, devenant ainsi le premier titre de Peter Gabriel à entrer dans le top 40 du classement. Il représente alors son plus gros succès aux États-Unis, ainsi que son premier véritable succès commercial. Shock the Monkey est aussi le premier single de Peter Gabriel à mieux se classer aux États-Unis qu'au Royaume-Uni. Dans le Top Tracks, un autre classement du magazine Billboard, le single se hisse à la 1re place et y reste deux semaines consécutives,. En décembre 1982, Shock the Monkey est classé 26e en décembre 1982 dans celui des Dance/Disco Top 80. Le titre atteint la 33e place des classements singles du magazine Cash Box le mois suivant. Ailleurs dans le monde, le single est classé 3e en Italie, 10e au Canada et 25e en Australie.

## Accueil critique
En octobre 1982, Billboard annonce un « titre mystérieux mais irrésistible » qui « mêle synthétiseurs, style vocal distinctif et rythmes dance ». Le critique américain Robert Christgau trouve que la chanson possède « un bon vieux hook du premier monde ». Pour le magazine CMJ New Music Report, Shock the Monkey est « certainement l'un des singles les plus dérangeants et mémorables des années 1980 ».
Stewart Mason d'AllMusic souligne l'arrangement « plutôt fantaisiste » de la chanson, qui selon lui « ne ressemblait à rien d'autre qui passait à la radio à l'époque ». Il pense que ce titre représente l'« une des meilleures performances vocales de Peter Gabriel ». L'édition argentine de Rolling Stone considère sa performance vocale comme « tout simplement parfaite ». Dans son livre Peter Gabriel : Real World, l'auteur Franck Buioni décrit Shock the Monkey comme un « single survolté où les vocaux de Peter Hammill font purement merveille ». En février 2017, le titre est classé 100e dans la liste des « 100 meilleures chansons des années 80 » établie par le site Spectrum Culture.
L'auteur Bruce Pollock pense que la version allemande de Shock the Monkey, Schock den Affen, est encore meilleure. Steven X. Rea du magazine High Fidelity trouve qu'avec « ses voyelles dures et brèves et ses sonorités teutoniques, elle est encore plus puissante que sa version anglaise. » Victor W. Valdivia d'AllMusic critique l'adaptation des paroles par Peter Gabriel et son traducteur Horst Konigstein. Selon lui, les paroles en allemand ont encore moins de sens que celles de la version anglaise, ce qui affecte d'autant plus la signification de la chanson.

## Distinctions
En janvier 1983, Shock the Monkey est nommé dans la catégorie « Best Male Rock Vocal Performance » pour la 25e cérémonie des Grammy Awards, mais perd face à Hurts So Good de John Mellencamp. Dans le sondage Pazz & Jop du journal The Village Voice, le titre est classé 16e parmi les meilleurs singles de l'année 1982, à égalité avec You Dropped a Bomb on Me du groupe The Gap Band. En 2015, le magazine Rolling Stone demande à ses lecteurs de choisir leurs chansons préférées de Peter Gabriel. Parmi les dix chansons retenues par le magazine, Shock the Monkey apparaît en 7e position. Dans son propre top 10 des meilleures chansons de Peter Gabriel, Tim Batcup de Classic Rock classe le titre à la 8e place.

## Clip
Dans le clip de Shock the Monkey, Peter Gabriel incarne deux rôles différents : celui d'un homme d'affaires et celui de son alter ego chamanique. La vidéo montre une lutte entre les deux moitiés de sa personnalité, qui essayent chacune de prendre le contrôle sur l'autre. Au début du clip, Peter Gabriel entre dans une pièce particulièrement inhospitalière qui fait office de bureau. La pièce contient des factures, ainsi que des lumières tournoyantes fluorescentes. Vêtu d'un complet et portant avec lui un porte-documents, il va s'installer à son bureau. Le clip enchaîne sur un gros plan d'un buste en bronze qui a été brisé puis en partie rempli de débris. L'image suivante est celle d'un macaque rhésus dans une cage. Tandis que les paroles de la chanson commencent à se faire entendre, un papier avec écrit Shock the Monkey en arabe, anglais, français et une quatrième langue non identifiable apparaît à l'écran. Dans les plans suivants apparaissent le singe se balançant de branches en branches dans un arbre puis la roue d'un projecteur de film en train de tourner (qui peut être aperçu plusieurs fois dans le clip). Peter Gabriel tape du poing sur son bureau.
Sa tête apparaît ensuite recouverte de peinture blanche et de différents motifs noirs. Il est alors chauve et porte un costume blanc comme John Huston dans Le Trésor de la Sierra Madre. Sur le bureau en face de lui, un grand cercle de graines fait penser à du peyotl. Il est ensuite assis en tailleur dans un cercle en feu et utilise des bâtons rythmiques. Cette scène est entrecoupée de plusieurs séquences : Peter Gabriel court à travers une forêt sans sa peinture faciale, se lève entièrement habillé dans un lac boueux et regarde fixement le spectateur tandis que le paysage tourne derrière lui. D'autres séquences montrent le projecteur de film, puis il se met à lutter avec trois nains.
Sous sa forme avec la peinture faciale, il lance une pièce sur son bureau. La séquence suivante place le spectateur derrière la caméra, qui traverse à toute vitesse un couloir jusqu'à atteindre un bureau avec l'inscription « gabriel » écrite sur la porte. Celle-ci s'ouvre et Peter Gabriel, qui apparaît cette fois sans sa peinture faciale, est assis à son bureau en train de lancer à nouveau une pièce. Alors que le clip approche de la fin, diverses séquences montrant Peter Gabriel, le singe et le projecteur de film se succèdent. L'une d'entre elles montre Peter Gabriel avec de l'eau jusqu'aux épaules, avec ce qui ressemble à des bouts de papier flottant tout autour de lui. Le clip se termine par un arrêt sur image : la tête du singe se superpose à celle de Peter Gabriel. Les deux personnalités ont fusionné en une seule.

## Concours
En 2006, Peter Gabriel organise un concours sur Internet, alors consultable sur le site www.realworldremixed.com, visant à remixer Shock the Monkey. Afin de préparer ce concours, il met en ligne un pack échantillon de Shock the Monkey comprenant des chants et d'autres éléments issus de l'enregistrement d'origine. Il invite ensuite ses fans à retravailler la chanson à leur façon. Plus de 700 remixes sont partagés sur le site tandis que les internautes peuvent noter leurs préférés. Peter Gabriel désigne les gagnants en choisissant parmi les douze titres les mieux notés. Multiman gagne finalement le concours avec Simian Surprise,. Le néo-zélandais, dont le remix a été écouté par environ 13 600 personnes, est récompensé par une chaîne sonore haut de gamme de la part de Real World, le label de Peter Gabriel.

## Postérité
En 1987, le titre est utilisé dans le film Project X. La chanson est aussi utilisée dans l'épisode Raisins de la série télévisée South Park, où Wendy Testaburger rompt avec Stan. Bebe donne à un moment un conseil à Stan : « Tiens-toi devant sa fenêtre, place un boombox au-dessus de ta tête et joue Peter Gabriel. » Dans une scène parodiant le film Un monde pour nous (1989) de Cameron Crowe, Stan joue Shock the Monkey au lieu d'In Your Eyes comme John Cusack,. Dans une interview accordée à Rolling Stone, Peter Gabriel reconnaît avoir ri en voyant cette scène. Shock the Monkey est par ailleurs souvent joué sur les radio sportives.

## Fiche technique
- Peter Gabriel : chant principal, chœurs, LinnDrum (programmation), Fairlight CMI, Prophet
- Larry Fast : Prophet
- Peter Hammill : chœurs
- Tony Levin : Chapman Stick
- Jerry Marotta : batterie
- David Rhodes : guitare

Cette fiche technique est adaptée du livret de Peter Gabriel.

## Classements
| Classement (1982–1983)          | Meilleure position |
| ------------------------------- | ------------------ |
| Australie (Kent Music Report)   | 25                 |
| Canada (Top Singles)            | 10                 |
| États-Unis (Cash Box)           | 33                 |
| États-Unis (Dance/Disco Top 80) | 26                 |
| États-Unis (Billboard Hot 100)  | 29                 |
| États-Unis (Top Tracks)         | 1                  |
| Italie (Musica e Dischi)        | 3                  |
| Royaume-Uni (UK Singles Chart)  | 58                 |

| Classement (1982)        | Position |
| ------------------------ | -------- |
| Canada (Top 100 Singles) | 89       |

## Reprise de Coal Chamber
Clip vidéo
(en) [vidéo] « "Shock the Monkey" », sur YouTube
Shock the Monkey est repris en 1999 par le groupe Coal Chamber en collaboration avec Ozzy Osbourne. Cette reprise apparaît sur le deuxième album du groupe, Chamber Music.

### Enregistrement et clip
En mars 1999, Coal Chamber collabore avec Ozzy Osbourne dans un studio d'enregistrement de Los Angeles pour reprendre la chanson de Peter Gabriel,. Un clip est tourné en mai à Los Angeles. Ozzy Osbourne y apparaît.

### Accueil critique
Chris Gramlich du magazine Exclaim! considère Shock the Monkey comme l'une meilleures chansons de Chamber Music. La reprise de Coal Chamber est classée 19e au sein de la liste des « 40 meilleures reprises nu metal de chansons pop » établie par le magazine Spin. Dans le périodique OC Weekly, Alex Distefano classe Shock the Monkey à la 18e place des « 20 meilleures reprises dans le metal » et souligne le chant d'Ozzy Osbourne, qui rend selon lui la reprise plus mémorable.
Le site Les Éternels décrit la reprise comme un « single malheureux » et ajoute : « C'est à vomir: s'il existait des équivalents des Razzie Awards — vous savez, ces « anti-oscars » qui récompensent les films les plus nuls — dans le monde du métal, cette reprise aurait forcément gagné le titre de Pire Étron Musical l'année de sa sortie. À écouter une fois par curiosité ou pour faire rire vos amis. » Paul Brannigan du site Louder inclut Shock the Monkey à la 7e place de sa liste des « 10 pires reprises de tous les temps » et décrit la reprise comme du « nu metal merdique ».
Dans sa liste des « dix pires collaborations dans le metal », Adam Steininger du périodique Westword classe la chanson à la 8e place. Il écrit : « Si la guitare était encore plus dépouillée, vous toucheriez l'os de cette chanson morte de faim. Lorsque vous collaborez, vous devriez au moins prendre le temps d'écrire une chanson originale, étant donné que vous n'avez jamais travaillé ensemble auparavant. Reprendre une chanson de Peter Gabriel de cette façon n'est qu'un prétexte pour gagner de l'argent rapidement. »

### Fiche technique
- Dez Fafara : chant
- Ozzy Osbourne : chant
- Elijah Blue : claviers, chant
- Meegs Rascón : guitare, chœurs
- Rayna Foss-Rose : basse
- Mike « Bug » Cox : batterie

Cette fiche technique est adaptée de la pochette arrière du single Shock the Monkey.

### Classements
| Classement (1999)                   | Meilleure position |
| ----------------------------------- | ------------------ |
| États-Unis (Mainstream Rock Tracks) | 26                 |
| Royaume-Uni (UK Singles Chart)      | 83                 |